# Biografielijst Mk

## Mka
- Benjamin Mkapa (1938), president van Tanzania

## Mkr
- Lilit Mkrtchian (1982), Armeens schaakster